# In Ancient Persia
Az In Ancient Persia Carl Barks író és rajzoló 1950-ben megjelent képregénye Donald kacsa főszereplésével. A történet a Dell Comics Four Color című sorozatának 275. számában jelent meg először, melyben Donaldot és három unokaöccsét elrabolja egy őrült tudós. A titokzatos férfi egy, az egykori Perzsa Birodalom területén, a sivatag homokja által eltemetett elveszett várost akar felkutatni, hogy feltámassza annak rég halott egykori lakóit.

## A történet megszületése és megjelenése
Carl Barks 1949-ben írta és rajzolta meg az In Ancient Persia történetét. A képregény képi világát, számos más munkájához hasonlóan, a National Geographic magazinban megjelent cikkek és fényképek alapján alkotta meg. Ezek jellegzetes példája az In Ancient Persiában a Gibraltári-szoros látképe és több más, autentikus háttér. Boris Karloff 1932-es A múmia című horrorfilmjének hatása szintén felfedezhető a történetben, mely már Barks egy korábbi Donald kacsa-kalandjának, az 1943-as The Mummy’s Ringnek is ihletője volt. Az In Ancient Persia esetében a történet negatív szereplőjét, a névtelen őrült tudós ábrázatát Barks a filmben elmaszkírozott Karloff hullaszerű kinézete után mintázta meg.
A Western Publishing, a Dell Publishing partnercége 1949. november 23-án vette át a huszonnégy oldalas In Ancient Persia történetét, mely először a Four Color című sorozat 275. számában, 1950 májusában jelent meg. Eredeti kiadása után még számos alkalommal újranyomtatták, köztük elsőként 1973-ban, a Walt Disney Comics Digest 44. számában.

## A cselekmény
|  | Alább a cselekmény részletei következnek! |

Tiki, Niki és Viki egy furcsa alakra lesznek figyelmesek, akiről a környéken azt beszélik, hogy biztosan egy őrült tudós. Bácsikájuk, Donald figyelmeztetése ellenére felkeresik a férfi félreeső házát. Mikor belesnek az ablakon, a férfi éppen valamilyen kísérletet folytat. Óvatlanságuk miatt azonban észreveszi, és elfogja őket. Miután Tiki, Niki és Viki nem tértek haza vacsorára, Donald a keresésükre indul. A félreeső ház körül megtalálja unokaöccsei nyomait, majd pedig találkozik a titokzatos férfival, aki őt is elfogja.
Másnap reggel, mikor Donald és a kiskacsák magukhoz térnek, egy repülőgép találják magukat, mely már a Gibraltári-szoros felett jár. Elrablójuk csak annyit árul el nekik, hogy Itsa Faka elveszett ősi városát keresi, ők pedig segíteni fognak neki megtalálni. Miután leszállnak a sivatagban, a férfi azonnal munkára fogja őket. Valamivel később Donald rábukkan a királyi palotára bejáratára, melyet még több száz évvel az egyiptomi piramisok építése előtt temetett be a sivatag homokja. A férfi azonnal a katakombák felé indul, és azt állítja, hogy képes életre hívni a város régen élt lakóit, akiknek testét egykor egy rég elfeledett módszerrel, hagyományaiknak megfelelően porrá szárították.
Az egyik urna tartalmát egy medencébe szórva, valamint különböző anyagokat hozzáadva egy ősi uralkodó és lánya hamarosan ki is emelkedik vízből. A király azonban nem túl boldog, hogy visszahozták az életbe. Története szerint azért választották az önkéntes kiszárítást, hogy elkerüljék a szégyent, amiért egykor lányát Cad Ali Cad herceg nem volt hajlandó feleségül venni. Amíg pedig ezt nem teszik jóvá, inkább továbbra is por kívánnak maradni. A férfit azonban nem érdekli a király családi problémája, és azt akarja megtudni, hogy a város lakói hogyan voltak képesek tiszta porrá szárítani magukat. A nem túl kedélyes szóváltást az szakítja félbe, mikor a király lánya észreveszi Donaldot, akiről azt hiszi, hogy Cad Ali Cad herceg. A király, akinek udvartartása időközben szintén életre kelt, elfogatja Donaldot és utasítást ad az esküvői előkészületek megkezdésére. Tiki, Niki és Viki a katakombákba sietnek, hogy megkeressék a valódi herceg urnáját és véget vessenek a félreértésnek. A kiskacsák által feltámasztott herceg, aki valóban megszólalásik hasonlít Donaldra, azonban továbbra sem akar nősülni. A keveredésben még Tiki, Niki és Viki is összekeveri őt bácsikájukkal, így a hercegnek sikerül a kiskacsákkal megszöknie, Donald pedig továbbra is fogságban marad.
A már éppen zajló esküvői ceremóniát a tébolyult tudós szakítja félbe, akiről kiderül, hogy világuralmi tervei vannak, és időközben egy rátalált arra a szerre, mely képes bárkit tiszta porrá változtatni. Az edény, mely a végzetes hatású rádiumgőzt tartalmazza azonban összetörik, az anyag kiszabadul és egymás után változtatja ismét porrá a királyi család és udvartartásának tagjait, végül pedig magát a világuralomra törő férfit is. Eközben a modern világtól elborzadva Cad Ali Cad herceg is inkább visszatér a királyi palotába és szintén porrá válik. Donaldnak a medence vize alá merülve sikerül elkerülnie a végzetet, visszajutva a felszínre pedig ismét szerencsésen találkozik unokaöccseivel.
|  | Itt a vége a cselekmény részletezésének! |

## Az atombomba és a tömegpusztítás motívuma a történetben
Carl Barksnak az 1940-es évek második, és az 1950-es évek első felében született több történetében is megjelenik a második világháborúban első alkalommal felhasznált tömegpusztító nukleáris fegyverek bevetésének fenyegető rémképe. Bár a kiadó a „bomba” képi megjelenítését tiltotta, motívumként, utalások formájában Barks több képregényében is azonosítható, csakúgy mint az alkotó háború ellenes magatartása. Ezek közé a történetek közé tartozik például az 1947-ben megjelent Donald Duck’s Atom Bomb és Donald Mines His Own Business vagy az 1950-es Rip Van Donald.
Tom Andrae megítélése szerinte ezek közül a történetek közül az In Ancient Persia Barks legjelentősebb munkája, melyben egyetlen atombomba vagy robbanás megrajzolása nélkül idézte meg a nukleáris Armageddon fenyegetését. A tömegpusztítás eszköze az In Ancient Persia esetében abban a titokzatos anyagban testesül meg, mellyel a sivatag homokjába veszett, egykor virágzó ősi civilizáció minden élőt porrá volt képes szárítani. A titokzatos anyag, melyet az őrült tudós „rádiumgőzként” azonosít, utalás a nukleáris fegyverre, melynek a radioaktív rádium az egyik alkotóeleme, és amely valóban képes az embert hamuvá változtatni. A bomba motívumára való egy másik humoros utalás a névtelen tudós által olvasott könyv címe, az Up and Atom is.
A történetben az ősi despota perzsa társadalom a fejlett, atomkorba lépett nyugati világ hatalomvágyának analógiájaként értelmezhető. Barks már az első oldalon egymás mellé rendeli az ősi, letűnt világot és Kacsaháza modern környezetét, a jelenkort. A király és az őrül tudós szintén egymás ősi és modern megfelelői. Hatalmuktól megrészegülve, arroganciájuktól uralva mindkettejükben erősen jelen van az önpusztítás vágya. Donald és a poraiból életre kelt Cad Ali Cad herceg szintén az ősi és a modern világ közötti hasonlóságot jelképezi. Andrae a két világ negatív szereplői tekintetében párhuzamot von Barks műve és Mary Shelley Frankenstein című rémtörténete között. Az In Ancient Persia őrült tudósa és Shelley Frankensteinje egyaránt a holtak megszállottjai, mely rögeszme mindkét esetben önpusztító hatású. Azonban míg Frankenstein életet akar teremteni Barks névtelen tudósa, a történet egyetlen emberi, bár emberségétől megfosztott szereplője csak azért támasztja fel a porrá vált uralkodót, hogy megtudja titkait, mellyel elpusztíthatja saját fajtáját.
Az In Ancient Persiában, Barks más munkái mellett, egyedülálló jelenet a történet több szereplőjének, köztük a névtelen tudós pusztulásának bemutatása, ahogyan porrá változnak a rádiumgőz hatására. Bár a kiadó szabályzatban tiltotta a fiatalabb olvasókat célzó kiadványában a halált, Barks ennek némiképp élet vette azzal, hogy a porrá vált szereplők akár ismét életre is kelhetnek, akárcsak a történet egy korábbi pontján.